# Jonathan Sabbatini
Jonathan Sabbatini, né le 31 mars 1988, est un footballeur uruguayen qui joue au poste de milieu de terrain à l'AC Taverne.

## Biographie

### Carrière en club
En 2008, il rejoint l'Italie en signant au Virtus Lanciano avant de rejoindre la saison suivante le Chieti Calcio qui évolue en quatrième division italienne et où il joue d'abord comme ailier. Il y joue soixante-cinq matchs pour quatorze buts en trois saisons et rate de peu la montée en troisième division en 2012 après une défaite en finale des play-off contre Paganese Calcio.
En 2012, il signe pour le FC Lugano qui évolue en Challenge League, la deuxième division suisse. Il trouve rapidement sa place dans l'équipe et participe à la montée du club en Super League lors de la saison 2014-2015.
Devenu capitaine de l'équipe lors de la saison 2016-2017, il joue la saison suivante ses premiers matchs continentaux en participant à l'Europa League mais le club ne passe pas la phase de poule.
Le 2 mai 2021, il dispute son trois-centième match sous les couleurs de Lugano.
En 2022, il est capitaine lors de la finale de Coupe de Suisse remportée quatre buts à un contre le FC Saint-Gall et remporte le premier titre de sa carrière. Il est de nouveau capitaine lors de la finale l'année suivante où il s'incline trois buts à deux contre le BSC Young Boys avant de jouer une troisième finale consécutive de Coupe de Suisse en 2024, perdu aux tirs au but contre le Servette FC.
Après douze saisons dans le club et après être devenu le recordman du nombre de matchs sous les couleurs du FC Lugano en dépassant René Morf (411 matchs) avec 437 matchs joués, il quitte le club malgré une proposition de reconversion et rejoint l'AC Bellinzone qui évolue en deuxième division suisse lors de l'été 2024.

## Palmarès
Il remporte la Coupe de Suisse 2022 avec le FC Lugano. Il est également finaliste en 2023 et 2024.
Il est champion de Suisse de deuxième division en 2015 et vice-champion de Suisse en 2024 avec le FC Lugano.